# Brousse, Puy-de-Dôme

Brousse este o comună în departamentul Puy-de-Dôme, Franța. În 2009 avea o populație de 370 de locuitori.